# Alexandrine de Bleschamp

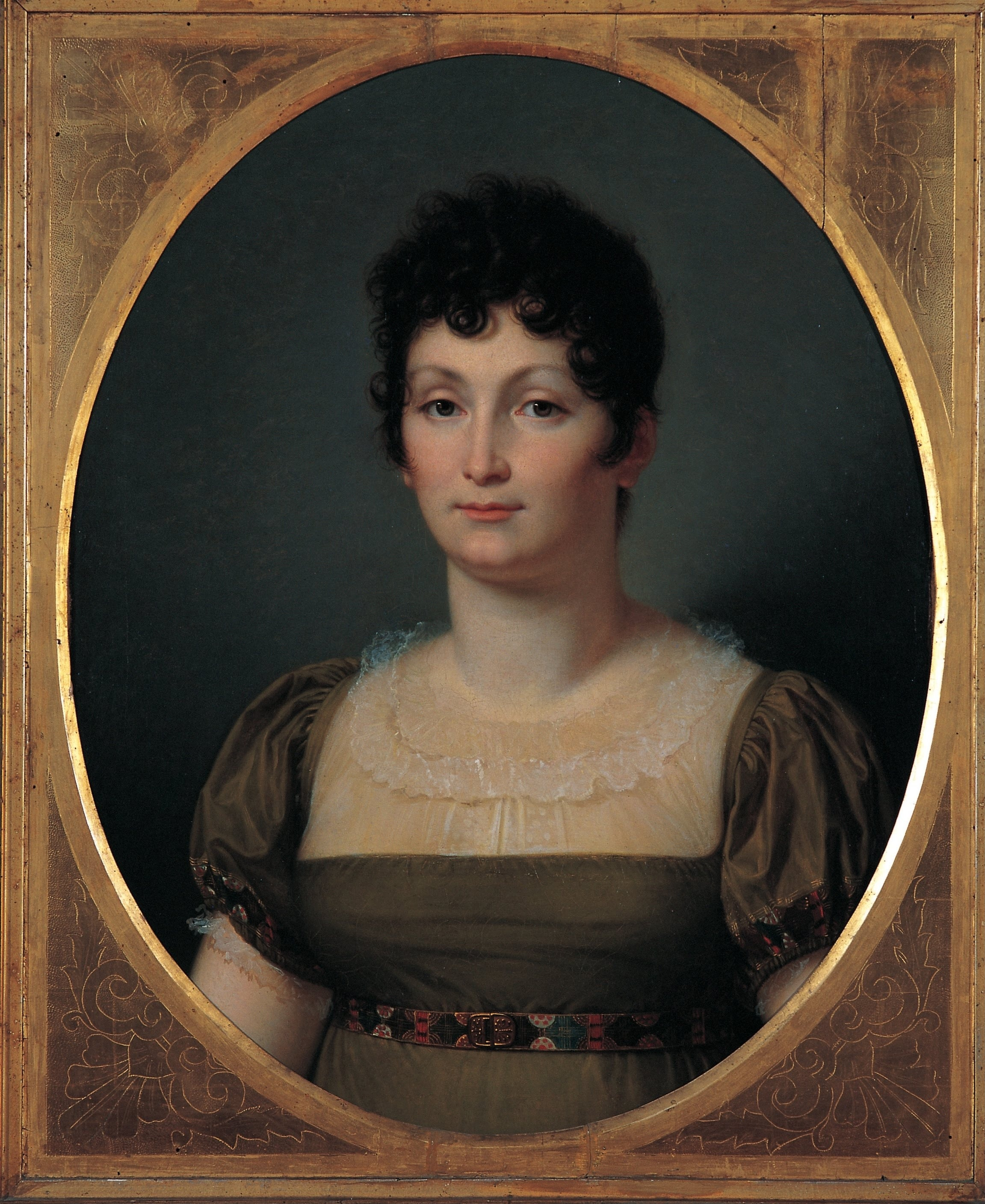
Alexandrine de Bleschamp

Alexandrine de Bleschamp (1778 – 13 iulie 1855) a fost nobilă franceză. Era văduva bancherului Hippolyte Jouberthon (cu care a avut un copil, Ana, în 1799), și cunoscută drept "Madame Jouberthon", când a devenit a doua soție a lui Lucien Bonaparte. Ea și al doilea ei soț au avut nouă copii printre care:
- Charles Lucien Bonaparte (1803–1857), naturalist și ornitolog.
- Louis Lucien Bonaparte (1813–1891).
- Pierre Napoleon Bonaparte (1815–1881).

## Biografie
- Hans Naef, 'Who's Who in Ingres's Portrait of the Family of Lucien Bonaparte?', The Burlington Magazine, Vol. 114, No. 836 (Nov., 1972), pp. 787-791
- Alexandrine as Terpsichore, by Canova